# 山西省人民代表大会常务委员会
37°51′33″N 112°32′31″E / 37.85919°N 112.54202°E
山西省人民代表大会常务委员会（简称山西省人大常委会）是山西省人民代表大会的常设机关，对山西省人民代表大会负责并报告工作。

## 历史沿革
中华人民共和国1954年宪法及地方组织法并未规定设置省级人大的常务机关。
1979年7月，第五届全国人民代表大会第二次会议通过《关于修正中华人民共和国宪法若干规定的决议》，其中规定：“县和县以上地方各级人民代表大会设立常务委员会，它是本级人民代表大会的常设机关”。1979年12月20日至12月25日，召开山西省第五届人民代表大会第二次会议，选举产生常务委员会。

## 机构设置
- 办公厅
- 研究室
- 信访局
- 法制工作委员会
- 教育科学文化卫生工作委员会
- 农村工作委员会
- 城乡建设环境保护工作委员会
- 人事代表工作委员会
- 民族宗教侨务外联工作委员会
- 预算工作委员会

事业单位
- 人民代表报社
- 山西省人大常委会办公厅信息中心
- 山西省人大常委会后勤服务中心
- 山西省人大常委会医务室

## 历届组成人员

### 第五届
- 任期：1979年12月－1983年4月
- 主任：阮泊生
- 副主任：焦国鼐、史纪言、刘开基、冯素陶、郑效峰、任映仑、胡晓琴、曹普、陈思恭
- 秘书长：

### 第六届
- 任期：1983年4月－1988年1月
- 主任：阮泊生
- 副主任：霍泛、冯素陶、任映仑（1985年5月辞任）、陈思恭（1985年5月辞任）、王弼臣（1985年5月辞任）、麻贵书、姜一、郭钦安（1985年5月辞任）、魏蕴瑜、李顺达、王文章（1984年4月补选）、王西（1985年5月补选）、张健民（1985年5月补选）、王庭栋（1985年5月补选）
- 秘书长：

### 第七届
- 任期：1988年1月－1993年3月
- 主任：王庭栋
- 副主任：阎武宏、冯素陶、张健民、潘瑞征、刘砚青、魏蕴瑜、李玉明（1989年4月补选）、阎元锁（1989年4月补选）、彭少逸（1990年3月补选）、张邦应（1991年3月补选）
- 秘书长：吴锐

### 第八届
- 任期：1993年3月－1998年1月
- 主任：卢功勋
- 副主任：张邦应、吴达才、彭少逸、孟立正、李蓼源、孙祥炎、王民、光敏、梁国英（1996年3月补选）、崔光祖（1996年3月补选）、徐生岚（1996年3月补选）
- 秘书长：张铭

### 第九届
- 任期：1998年1月－2003年1月
- 主任：卢功勋
- 副主任：梁国英、崔光祖、徐生岚、王文学、彭致圭、曹馨仪、姚新章、白陞、李玉璋、张铭、谢克昌（1999年3月补选）、武正国（2000年1月补选）、张秉法（2000年1月补选）、纪馨芳（2001年2月补选）
- 秘书长：张铭 → 阎逸民（1999年3月补选）

### 第十届
- 任期：2003年1月－2008年1月
- 主任：田成平 → 张宝顺（2006年1月补选）
- 副主任：纪馨芳、薛军、杜五安、曹馨仪（2007年2月辞职）、姚新章、张铭、谢克昌、赵劲夫、王昕（2006年1月补选）、范堆相（2007年1月补选）、杨安和（2007年1月补选）、李玉臻（2007年1月补选）
- 秘书长：孙秉晨 → 朱明（2004年2月补选）

### 第十一届
- 任期：2008年1月－2013年1月
- 主任：张宝顺
- 副主任：申联彬（2010年1月30日当选）、杜玉林（2010年1月30日当选）、杨安和（2012年1月13日辞任）、李政文（2012年1月14日当选）、靳善忠、谢克昌（2010年6月辞任）、安焕晓、郭海亮、王雅安
- 秘书长：朱明

### 第十二届
- 任期：2013年1月－2018年1月
- 主任：袁纯清（2014年9月20日辞任[3]） → 王儒林（2014年9月29日当选，2017年1月16日辞任） → 骆惠宁（2017年1月18日当选[4]）
- 副主任：李政文（2016年1月29日辞任）、牛仁亮（2017年1月16日辞任）、胡苏平（2017年1月18日当选）、张建欣（2016年1月31日当选）、周然、安焕晓（2016年1月29日辞任[5]）、张茂才、田喜荣、刘杰（2017年1月18日当选）、高卫东（2016年1月31日当选）、金道铭（2014年1月22日补选，2014年3月2日撤职[6]）
- 秘书长：李仁和

### 第十三届
- 任期：2018年1月－2023年1月
- 主任：骆惠宁（2020年1月15日辞任） → 楼阳生（2020年1月18日补选[7]至2021年6月4日辞任） → 林武（2021年6月25日补选）
- 副主任：郭迎光（2022年1月21日辞任[8]）、卫小春、李悦娥、高卫东、岳普煜、李俊明、王纯（2021年1月23日补选[9]）、张志川（2021年1月23日补选[9]）、罗清宇（2022年1月23日补选[10]）
- 秘书长：李仁和（2019年1月辞任） → 郭海刚（2019年1月30日补选[11]）

### 第十四届
- 任期：2023年1月－
- 主任：蓝佛安（2023年11月30日辞任） → 唐登杰（2024年1月27日补选）
- 副主任：罗清宇、贺天才、谢红（女）、王纯、张志川、吴俊清、陈安丽（2024年1月27日补选）、李凤岐（2025年1月21日补选）
- 秘书长：郭海刚